# 471926 Jörmungandr
471926 Jörmungandr è un asteroide Apollo. Scoperto nel 2013, presenta un'orbita caratterizzata da un semiasse maggiore pari a 1,4659913 au e da un'eccentricità di 0,8507170, inclinata di 23,58749° rispetto all'eclittica.